# Vestmannasund

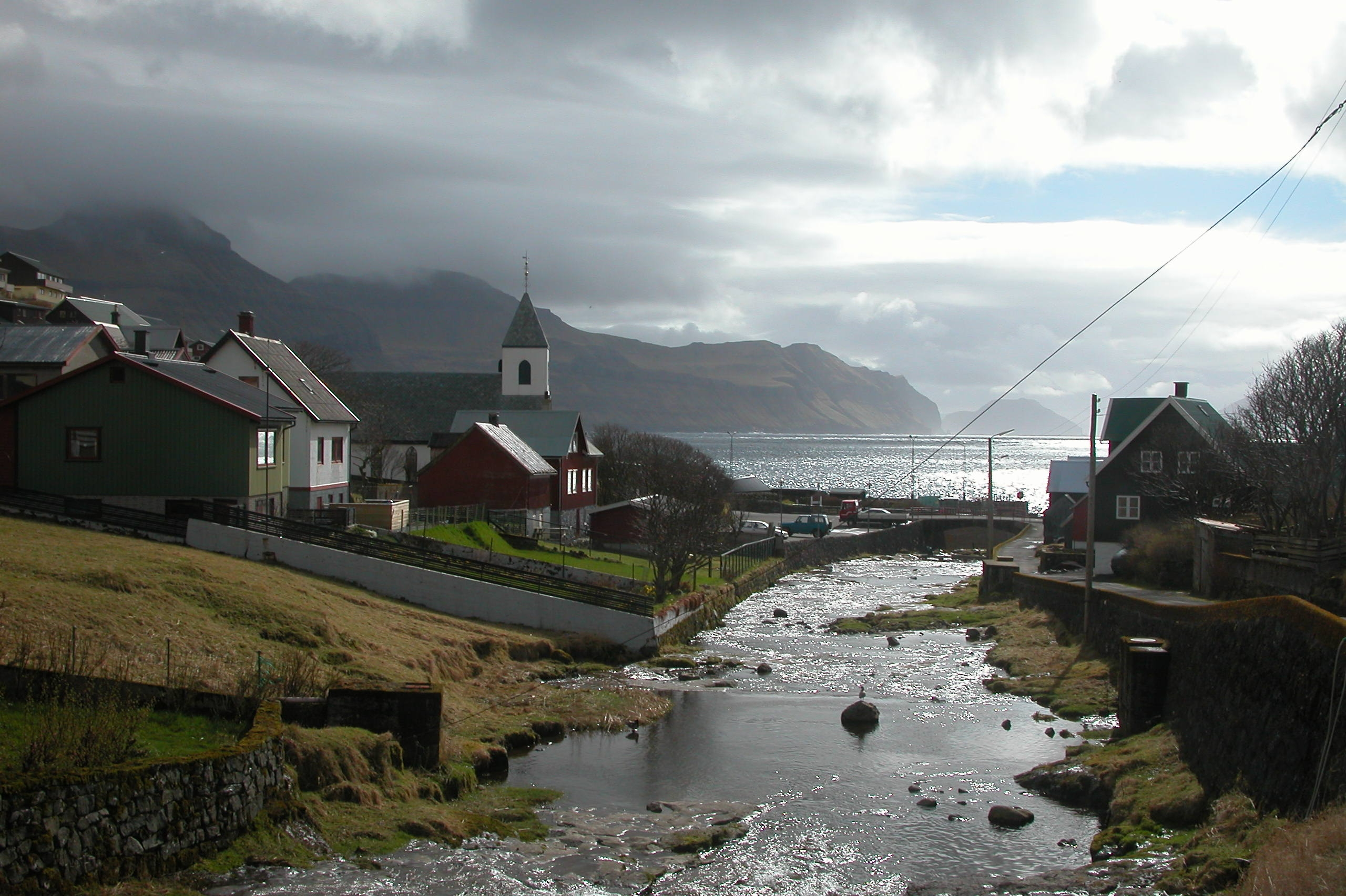
El Vestmannasund a Kvivík.

El Vestmannasund (feroès estret de Vestmanna) és un estret natural de les illes Fèroe que separa les illes de Streymoy i Vágar. L'estret rep el seu nom del poble de Vestmanna, situat a la costa de Streymoy, on hi ha un port natural. El Vágatunnilin, de 4.9 km de llarg, que connecta per carretera Leynar, a Streymoy, amb l'illa de Vágar, circula per sota el Vestmannasund.
El Vestmannasund arriba a una profunditat màxima de 130 metres i té una orientació sud-est / nord-oest. Té forts corrents a la seva part nord, mentre que al sud de Skælingur els corrents són més suaus. L'1 de desembre de 2014, la temperatura mitjana del mar a l'alçada d'Oyrargjógv (Vágar) va ser de 9,18 °C, el dia més càlid de desembre des que les mesures hi van començar el 1914.
L'empresa sueca de tecnologia marina Minesto està construint una central maremotriu (instal·lació marina que aprofita els moviments de les marees per extreure energia) al Vestmannasund.
Lingüísticament, l'estret constitueix també un límit dialèctic i una isoglossa en la llengua feroesa.